# فردریک هابرمن
فردریک هابرمن (انگلیسی: Frederick Haberman; ۱۸ ژوئیهٔ ۱۸۸۱ – تاریخ ورودی نامعتبر است) تاریخ‌نگار اهل کانادا بود.